# AFDP Global
AFDP Global (Программа развития футбольных ассоциаций) — международное футбольное социальное предприятие, запущенное в октябре 2018 года на стадионе Эмирейтс в Лондоне. AFDP Global является преемником Программы развития азиатского футбола (AFDP), основанной принцем Али бин Аль-Хусейном в 2012 году и ориентированной на Азию и Ближний Восток. Достижения последней включали охват более 80 000 молодых людей непосредственно через свои проекты; подготовка более 500 тренеров, администраторов и судей в лагерях беженцев, школах и клубах; раздача 100 000 футбольных мячей молодежным программам и организациям и реализацию 30 проектов в 25 странах. AFDP Global расширяет эту компетенцию, чтобы охватить больше детей из неблагополучных сообществ по всему миру.
Организация проводит кампании за уважение, равенство и терпимость в футболе.

## История
После заявлений о сексуальном и физическом насилии в отношении участниц национальной женской сборной Афганистана по футболу AFDP Global 5 февраля 2019 года провела круглый стол в Лондоне, который рекомендовал ФИФА провести полностью независимое расследование злоупотреблений и установить надлежащую процедуру рассмотрения жалоб для защиты пострадавших. После круглого стола Келли Линдси, тренер женской сборной Афганистана, начала работать с AFDP Global над продвижением надлежащего управления в женском футболе. AFDP Global продолжает освещать этот случай и другие проблемы, влияющие на женский футбол. В июне 2019 года Керамуддин Керам, президент Афганской футбольной ассоциации, был пожизненно исключен из участия в ФИФА за «злоупотребление своим положением и сексуальное насилие над различными игроками женского пола в нарушение Этического кодекса ФИФА Архивная копия от 6 августа 2021 на Wayback Machine».
В марте 2019 года организация назвала бывшего тренера сборной Франции и Ливерпуля Жерара Улье, члена сборной Канады Карину ЛеБлан и бывшего футболиста «Арсенала» и Франции Робера Пиреса в качестве своих первых трех послов.
В июле 2019 года AFDP Global запустила кампанию «Бесстрашный футбол», чтобы положить конец жестокому обращению, преследованию и эксплуатации женщин-игроков в мировом футболе. Кампанию поддерживают 75 спортсменов-игроков как женских, так и мужских команд, и высокопоставленных спортивных функционеров, в том числе Александер Чеферин, президент УЕФА, нынешний женский менеджер Челси Эмма Хейс, бывшие международные футболисты Эниола Алуко, Хизер О’Рейли, Келли Смит, Халида Попал, Джейми Каррагер, Робби Фаулер, Луи Саа и Лэндон Донован.